# Kent Bostick
Kent Bostick (* 27. Juni 1953 in Corrales (New Mexico)) ist ein ehemaliger US-amerikanischer Radrennfahrer und nationaler Meister im Radsport.

## Sportliche Laufbahn
Bostick war im Straßenradsport und im Bahnradsport aktiv. Er war Teilnehmer der Olympischen Sommerspiele 1996 in Atlanta. In der Einerverfolgung kam er auf den 9. Rang. 
Bei den Panamerikanischen Spielen 1987 holte er die Goldmedaille im Mannschaftszeitfahren. 1995 gewann er Gold bei den Panamerikanischen Spielen in der Einerverfolgung. Bostick wurde 1985 und 1991 nationaler Meister im Einzelzeitfahren. 1987 siegte Bostick in der nationalen Meisterschaft im Straßenrennen der Amateure vor James Urbonas. Das Etappenrennen Vuelta de Bisbee in Arizona gewann er 1989, das Wichita Falls Race 1995 und 1996. 1994 wurde er Berufsfahrer im Radsportteam Shaklee und blieb bis 2001 als Radprofi aktiv.

## Berufliches
Bostick ist Ingenieur, der als Grundwasserhydrologe ein Ingenieurbüro in Albuquerque, New Mexico, leitete.